# Canton de Saint-Étienne-Nord-Est-1
Le canton de Saint-Étienne-Nord-Est-1 est une ancienne division administrative française située dans le département de la Loire et la région Rhône-Alpes.

## Représentation

### Conseillers généraux de l'ancien canton deSaint-Étienne-Est (1833-1861)
| Période | Période           | Identité                        | Étiquette                 | Qualité                                                             |
| ------- | ----------------- | ------------------------------- | ------------------------- | ------------------------------------------------------------------- |
| 1833    | 1839              | Romain de Prandière (1782-1875) |                           | Maire de Saint-Étienne (1831 et 1838-1839)                          |
| 1839    | 1848              | Hippolyte Royer                 |                           | Maire de Saint-Étienne (1848)                                       |
| 1848    | 1852 (banni)      | Tristan Duché                   | Montagne (Extrême gauche) | Avocat à Saint-Étienne - Député (1849-1851)                         |
| 1852    | 1852 (annulation) | François Sain                   |                           | Ancien Préfet de la Loire (1848)                                    |
| 1853    | 1857              | Camille Bernou de Rochetaillée  |                           | Président de la Chambre de Commerce et d'Industrie de Saint-Étienne |
| 1857    | 1861              | Maurice, Vicomte Exelmans       | Candidat du Gouvernement  | Contre-amiral                                                       |

### Conseillers d'arrondissement de Saint-Etienne-Est (de 1833 à 1861)
| Période                                  | Période | Identité                          | Étiquette                | Qualité |
| ---------------------------------------- | ------- | --------------------------------- | ------------------------ | --- |
| 1833                                     | 1845    | Henri Arnoult Paliard (1795-1852) |                          | Fabricant, directeur de banque à Saint-Étienne, Président de la Chambre de commerce                         |
|                                          |         |                                   |                          | |
| 1848                                     |         | M. Dubois                         | Candidat du Gouvernement | Juge près le Tribunal de Saint-Étienne                                                                      |
| 1940                                     |         |                                   |                          | Les conseils d'arrondissement ont été suspendus par la loi du 12 octobre 1940 et n'ont jamais été réactivés |
| Les données manquantes sont à compléter. |         |                                   |                          | |

### Conseillers généraux de l'ancien canton deSaint-Étienne-Nord-Est (1861-1973)
Le canton de Saint-Étienne-Nord-Est est créé en 1860 (loi du 9 mai 1860). Les deux anciens cantons (Saint-Étienne Est et Saint-Étienne-Ouest) disparaissent.
| Période        | Période      | Identité                                       | Étiquette                  | Qualité |
| -------------- | ------------ | ---------------------------------------------- | -------------------------- | --- |
| 1861           | 1867         | Maurice, Vicomte Exelmans (1816-1875)          |                            | Contre-amiral, aide-de-camp de Napoléon III                                                                            |
| 1867           | 1871         | Pierre-Frédéric Dorian                         | Républicain                | Ingénieur des Mines, maître de forges, maire d'Unieux Député (1863-1870, 1871-1873)                                    |
| 1871           | 1880         | Jules Fabreguettes                             | Républicain Radical        | Docteur en médecine |
| 1880           | 1886         | Antoine Scaevola Duché (fils de Tristan Duché) | Gauche républicaine        | Journaliste - Député (1885-1887)                                                                                       |
| 1886           | 1892         | Alfred Colombet                                | Socialiste                 | Avocat et journaliste Conseiller municipal de Saint-Étienne                                                            |
| 1892           | 1898         | Jean-Baptiste Galley                           | Républicain                | Employé, puis directeur de la bibliothèque de Saint-Étienne Député (1898-1902)                                         |
| 1898           | 1904         | Pierre Dupin (1841-?)                          | Socialiste                 | Ouvrier veloutier, ancien conseiller municipal de Saint-Étienne                                                        |
| 1904           | 1910         | Joannès Sagnol (1863-1948)                     | Socialiste                 | Ouvrier rubannier, Saint-Étienne                                                                                       |
| 1910           | 1919         | Pétrus Faure                                   | Radical puis Socialiste    | Ouvrier mineur puis métallurgiste Maire de Saint-Étienne (1909-1910) Élu en 1931 dans le canton du Chambon-Feugerolles |
| 1919           | 1928         | Ferdinand Faure                                | SFIO puis PC-SFIC puis USC | Cafetier puis imprimeur Adjoint au Maire de Saint-Étienne Député (1924-1928)                                           |
| 1928           | 1934         | Alfred Vernay                                  | Rad.                       | Journaliste Député (1928-1936) Maire de Saint-Étienne (1932-1935)                                                      |
| 1934           | 1940         | Louis Soulié                                   | Rad.                       | Journaliste et patron de presse Maire de Saint-Étienne (1935-1939) Sénateur (1920-1932)                                |
|                |              |                                                |                            | |
| 1943           | 1945         | Amédée Guyot                                   |                            | Entrepreneur de travaux publics Maire de Saint-Étienne (1942-1944) Nommé conseiller départemental en 1943              |
|                |              |                                                |                            | |
| 1945           | 1949         | Aimé Malécot                                   | SFIO                       | Architecte Président du Conseil Général (1945-1949) Sénateur (1948-1955)                                               |
| 1949           | 1955         | Michel Durafour                                | RPF puis Rad.              | Professeur d'université Adjoint au Maire de Saint-Étienne                                                              |
| 1955           | 1964 (décès) | Alexandre de Brugerolle de Fraissinette        | CR                         | Avocat Maire de Saint-Étienne (1947-1964) Député (1962-1964)                                                           |
| 7 février 1965 | 1967         | Michel Olagnier (1923-2007)                    | PCF                        | Ouvrier Conseiller municipal de Saint-Étienne                                                                          |
| 1967           | 1973         | Michel Durafour                                | Rad.                       | Maire de Saint-Étienne (1964-1977) Sénateur (1964-1967) Député (1967-1974)                                             |

### Conseillers d'arrondissement de Saint-Etienne-Nord-Est (de 1861 à 1940)
| Période     | Période      | Identité                       | Étiquette   | Qualité |
| ----------- | ------------ | ------------------------------ | ----------- | --- |
| 1861        | 1867         | Victor Colcombet (1824-1890)   |             | Fabricant de rubans, conseiller municipal de Saint-Étienne                                                                         |
| 1867        | 1871         | Maximilien Évrard (1821-1905)  |             | Ingénieur, directeur des mines de La Chazotte à La Talaudière                                                                      |
| 1871        | 1883 (décès) | Benoît Merlat                  | Républicain | |
|             |              |                                |             | |
| 1886        | 1892         | M. Reverchon                   | Socialiste  | |
| 1892        | 1894 (décès) | Jean-Marie Ponchon             |             | Maire de Terrenoire |
| 1895        | 1899 (décès) | Jean-Baptiste Reymond          | Socialiste  | Passementier, maire de Saint-Jean-Bonnefonds                                                                                       |
| 7 mai 1899  | 1901         | Jacques Thibaudier (1815-1903) | Socialiste  | Ancien représentant de commerce, ancien conseiller municipal de Saint-Étienne (1890-1892 et 1895-1896)                             |
| 1901        | 1907         | M. Louison                     |             | |
| 1907        | 1909 (décès) | Gaspard Cizeron (1854-1909)    |             | Cordonnier, maire de La Talaudière                                                                                                 |
| 26 sep.1909 |              | M. Rivollier                   | Socialiste  | Maire de Saint-Jean-Bonnefonds |
|             |              |                                |             | |
| 1919        | 1934         | Pierre Lacroix                 | SFIO        | Président du Conseil d'arrondissement                                                                                              |
| 1934        | 1940         | Marcel Thibaud                 | PC-SFIC     | Ajusteur, secrétaire de l'union départementale CGT Adjoint au maire de Saint-Étienne Révoqué à la suite du décret Daladier en 1940 |
| 1940        |              |                                |             | Les conseils d'arrondissement ont été suspendus par la loi du 12 octobre 1940 et n'ont jamais été réactivés                        |

### Conseillers généraux de Saint-Etienne-Nord-Est-1 de 1973 à 2015
| Période | Période      | Identité        | Étiquette             | Qualité |
| ------- | ------------ | --------------- | --------------------- | --- |
| 1973    | 1979         | Michel Durafour | CR puis UDF           | Maire de Saint-Étienne (1964-1977) Député (1967-1974) Sénateur (1964-1967 et 1983-1988) Président du Conseil Régional (1980-1981) Ministre (entre 1974 et 1991) |
| 1979    | 1995 (décès) | Christian Bail  | PSD puis RPR          | Adjoint au Maire de Saint-Étienne, médecin |
| 1995    | 2004         | Guy Laforie     | DVG puis MDC puis MRC | Enseignant Conseiller municipal de Saint-Étienne |
| 2004    | 2015         | Régis Juanico   | PS                    | Fonctionnaire territorial Député (2007-2022) |

## Composition
- Le canton de Saint-Étienne Nord-est (de 1861 à 1973) se composait des bureaux de vote suivants :

Hôtel de Ville, rue Saint-Barthélemy, rue des Frères Chappe, La Treyve, La Montat, Le Marais, Saint-Jean-Bonnefonds, La Talaudière et Terrenoire. 
- Le canton de Saint-Étienne-Nord-Est-1 (de 1973 à 2015) se composait d’une fraction de la commune de Saint-Étienne[7]. Il compte 23 965 habitants (population municipale) au 1er janvier 2012.

| Nom                       | Code Insee | Intercommunalité        | Population (dernière pop. légale)                |
| ------------------------- | ---------- | ----------------------- | ------------------------------------------------ |
| Saint-Étienne (chef-lieu) | 42218      | Saint-Étienne Métropole | Fraction : 23 965(2012) Commune : 170 761 (2014) |

## Démographie
| 1962 | 1968 | 1975 | 1982 | 1990 | 1999 | 2009 |
| ---- | ---- | ---- | ---- | ---- | ---- | ---- |
| -    | -    | -    | -    | -    | -    | -    |